# Suonatrice di liuto (Vermeer)
La Suonatrice di liuto è un dipinto a olio su tela (51,4x45,7 cm) di Jan Vermeer, databile al 1664 circa e conservato nel Metropolitan Museum of Art di New York. Parzialmente leggibile è la firma "Meer" sulla parete, al di sotto della tovaglia.

## Storia
L'opera è ricordata nel catalogo di un'asta ad Amsterdam del 1817, quando venne venduto come opera di "Vermeer van Delft" per 65 fiorini. Finì in Inghilterra, nelle collezioni di Collins B. Huntington, che poi lo trasferì a New York dove, nel 1897, passò al museo.
La datazione del dipinto è incerta: se il tema e alcuni oggetti ricorrono in opere più giovanili (1660 circa), lo stile e la composizione, con un oggetto in controluce in primo piano, farebbero pensare invece a un'opera più matura, vicina al 1664 (Pesatrice di perle e Donna con collana di perle).

## Descrizione e stile
Il dipinto si presenta in un cattivo stato di conservazione, fortemente abraso. La scena si svolge in una stanza, nella quale si trova una giovane suonatrice di liuto, che accorda lo strumento rivolgendo temporaneamente lo sguardo alla finestra da cui entra la luce, verso sinistra, oltre la tenda azzurra scostata. La sua figura è ben illuminata, mentre appare scura in controluce una sedia in primo piano, su cui si trova una massa di stoffa scura. La ragazza è probabilmente la moglie di Vermeer, e indossa la mantella di seta gialla bordata di pelliccia che in effetti possedette (lo rivelano gli inventari), che compare anche in altri dipinti dell'artista. Indossa un orecchino di perla, che raccoglie una goccia brillante di luce, e un filo sempre di perle al collo. Notevole è la resa psicologica che cattura l'espressione del momento, legata a un momento di distrazione, come se qualcosa di interessante stesse passando proprio in quell'istante in strada.
La stanza è arredata, oltre che dal tavolo, coperto da una stoffa su cui stanno poggiati alcuni libri, forse di musica, da una seconda sedia poggiata alla parete, coperta di pelle fissata con borchie, e da una carta geografica dell'Europa, come se ne producevano ad Amsterdam e nelle altre città olandesi in quegli anni. In particolare si tratta di una riproduzione di quella pubblicata da Jodocus Hondius nel 1613 e ripubblicata da Willem Jansz. Blaeu nel 1659. In terra si intravedono una viola da gamba e qualche altro libro.
Protagonista, come negli altri capolavori dell'artista, è la luce, accentuata dai forti contrasti con le zone d'ombra che scandiscono più piani di profondità. La sproporzione della sedia in primo piano si spiega con l'utilizzo di strumenti ottici che aiutavano i pittori ad analizzare i loro soggetti, in questo caso probabilmente un telescopio rovesciato.